# Anagyrus tibimaculatus
Anagyrus tibimaculatus är en stekelart som beskrevs av Agarwal 1965. Anagyrus tibimaculatus ingår i släktet Anagyrus och familjen sköldlussteklar.
Artens utbredningsområde är Bangladesh. Inga underarter finns listade i Catalogue of Life.